# سوفیا روتارو
سوفیا روتارو (نام کامل:سوفیا میهایلوونا روتارو-اِودوکیمنکو (به انگلیسی: Sofia Mihailovna Rotaru-Evdokimenko)، به مولداویایی:Sofia Rotaru، به اوکراینی:Софiя Ротару) (زادهٔ ۷ اوت ۱۹۴۷)، یک خواننده و ترانه‌سرای پاپ، آهنگساز، رقصنده، تهیه‌کننده موسیقی و فیلم، بازیگر و نویسنده روسی، اوکراینی و مولداو است.